# Lincoln Township (contea di Andrew)
La Lincoln Township è una delle dieci township degli Stati Uniti d'America della contea di Andrew nello Stato del Missouri. La popolazione era di 1,184 persone al censimento del 2010.
La Lincoln Township prende il nome da John Lincoln, un membro della famiglia Lincoln che si stabilì nella. zona

## Geografia fisica
La Lincoln Township si estende su una superficie di 44,46 miglia quadrate (115,15 km²) e contiene una centro abitato incorporato, Amazonia. Essa contiene tre cimiteri: Greenwick, Hackberry e Old Union.
I flussi Caples Creek, Hopkins Creek, Mill Creek e Nodaway River attraversano questa township.